# Four Seasons Place
La Four Seaons Place est un gratte-ciel à Kuala Lumpur en Malaisie. Il s'élève à 343 mètres. Sa construction s’est achevée en 2018.